# Iris variegata
Iris variegata, comumente conhecida como a íris húngara, é uma espécie de planta no gênero Iris, também no subgênero Iris. É uma perene rizomatosa da Europa Oriental. Tem folhas verde-escuras e nervuradas. As hastes floridas ramificadas podem ser tão altas quanto as folhas, podem conter 2-3 flores no verão. Eles são branco-amarelados, com veias marrom-púrpura nas quedas caídas. É muito resistente e é comumente cultivada como planta ornamental em regiões temperadas. Existem várias cultivares.

## Descrição
Tem rizoma robusto, com raízes que podem ir até 10 cm de profundidade no solo.
Tem folhas que são em torno de 1-3cm de largura, verde escuro, folhas com nervuras. Eles são ligeiramente falcados (em forma de espada).

### Genética
Como a maioria das íris são diplóides, possuindo dois conjuntos de cromossomos. Isso pode ser usado para identificar híbridos e classificação de agrupamentos. Tem uma contagem de cromossomos: 2n=24.

## Taxonomia
É comumente conhecida como a 'íris húngara'. É conhecida como 'skäggiris' em sueco.
Já foi conhecida como Iris hungarica nome que também se aplicou a Iris aphylla subsp. Hungria.
Foi descrita em 1753 por Carl Linnaeus em 'Species Plantarum' (em 1 de maio de 1753).

## Distribuição e habitat
É nativa de partes da Europa.
Alcance
Iris variegata é encontrada na região da Panônia (antiga província romana) da Europa central. Ocorre no sul da Morávia, sul da Eslováquia, sudoeste da Alemanha, sul da Romênia, Bulgária, oeste da Ucrânia, Croácia, Tchecoslováquia, Sérvia, Hungria e Viena, Áustria.
Foi introduzida na Suíça, Boêmia e Itália.

## Conservação
É uma espécie 'ameaçada' e protegida na República Checa e na Eslováquia.

## Cultivo
É extremamente resistente, pois após a floração, suas folhas morrem totalmente no outono e as plantas permanecem adormecidas, até a primavera, quando rebrota folhas e caules. É melhor cultivada em solos férteis bem drenados, sendo tolerante à sombra parcial.
Pode ser facilmente cultivada em jardins na Caxemira.
Também pode ser propagado por sementes.